# Сен-Бартелемі (Во)
Сен-Бартелемі (фр. Saint-Barthélemy) — громада  в Швейцарії в кантоні Во, округ Гро-де-Во.

## Географія
Громада розташована на відстані близько 75 км на південний захід від Берна, 12 км на північ від Лозанни.
Сен-Бартелемі має площу 4,1 км², з яких на 7,2% дозволяється будівництво (житлове та будівництво доріг), 80,4% використовуються в сільськогосподарських цілях, 12,1% зайнято лісами, 0,2% не є продуктивними (річки, льодовики або гори).

## Демографія
2019 року в громаді мешкало 790 осіб (+5,2% порівняно з 2010 роком), іноземців було 11,6%. Густота населення становила 192 осіб/км².
За віковим діапазоном населення розподілялося таким чином: 21,4% — особи молодші 20 років, 65,3% — особи у віці 20—64 років, 13,3% — особи у віці 65 років та старші. Було 295 помешкань (у середньому 2,5 особи в помешканні).
Із загальної кількості 340 працюючих 35 було зайнятих в первинному секторі, 43 — в обробній промисловості, 262 — в галузі послуг.